# Gloeospermum boreale
Gloeospermum boreale là một loài thực vật thuộc họ Violaceae. Đây là loài đặc hữu của Honduras.